# رادها كومار
رادها كومار (بالهندية: राधा कुमार؛ بالإنجليزية: Radha Kumar) هي أكاديمية هندية، ولدت في 1953 في دلهي في الهند.